# 홍명호 (1939년)
홍명호(洪命鎬, 1939년 6월 15일 ~ )은 대한민국의 가정의학과 전문의이자 의학박사이다. 현재 고려대학교 의과대학 명예교수이다. 호(號)는 산남(山南).

## 이력
그는 한국 전쟁 참전 전력이 있는 외과 의사 및 예비역 대한민국 육군 대위였던 아버지 홍순(洪純)의 슬하 3남 5녀 중 장남(長男)으로 출생하였으며, 본관은 남양이다. 고려대학교 의과대학 의학사 학위 후에는 육군 군의관으로 복무, 베트남 전쟁에 군의무장교로 참전하였고 예편 이후 모교인 고려대학교 의과대학 교수를 지냈으며, 한때 1995년 제1회 지방 선거에 서울 성북구청장 무소속 후보 출마하였지만 진영호 당시 민주당 후보에게 낙선하였고 이후 1998년 제2회 지방 선거에 서울 구로구청장 무소속 후보 출마하였지만 박원철 당시 새정치국민회의 후보에게 낙선하였다. 이후 2001년 현재 고려대학교 의과대학 명예교수이다.
그는 윤방부 의학박사와 아울러 대한민국 가정의학과 전문의 1세대라 일컬어지는 의사이다.

## 가족 관계
- 첫째 이복 남동생: 홍성호(洪聖鎬, 1947년 12월 16일(77세) ~[1], 성형외과 의사.)
- 둘째 이복 남동생: 홍지호 (洪志鎬, 1962년(62~63세) ~ 치과 의사.)

## 학력
- 경동고등학교 졸업
- 고려대학교 의과대학 의학 학사[2]
- 고려대학교 의과대학원 의학석사·의학박사

## 저서
- 《일차진료의 가정의학》
- 《창조적인 의학교육》
- 《몸의 증상학》
- 《생각을 바꾸면 건강이 보인다》

## 같이 보기
- 오한진